# Egon Karter
Egon Karter (* 18. října 1911 Moravská Ostrava – 17. listopadu 2006 Basilej, Švýcarsko) byl česko-švýcarský herec, operní zpěvák (tenor), divadelní podnikatel, zakladatel basilejského divadla Komedie.

## Život
Egon Karter se narodil v roce 1911 v Moravské Ostravě Josefovi a Heleně, rozené Kuppermanové. Studoval na německém gymnáziu v Moravské Ostravě. Lásku k divadlu si vypěstoval velice brzy, utekl kvůli němu dokonce zprvu z domova.
V roce 1928 hrál v Opavě, dále u šumavského kočovného divadla v Karlových Varech, Jablonci, Františkových Lázních, Ústí nad Labem, Mariánských Lázních, Praze, Brně a Bratislavě. Od roku 1933 hrál v Meranu, Bolzanu, Vídni, v Belgii, Turecku, Řecku, Švýcarsku, Itálii a nakonec se usadil v Holandsku.
Působil takřka ve všech tehdy hraných operetách, dostával role i v operách. Objevil se na jevišti s tehdejšími hvězdami německy mluvícího divadla Alexandrem Moissim, Richardem Tauberem, Leo Slezakem, Albertem Bassermannem, Fritzem Kortnerem, Alfredem Piccaverem, Verou Schwarzovou, Gittou Alparovou nebo Ernstem Marischkou. Přátelil se s Franzem Lehárem a po válce s Heinzem Rühmannem a Friedrichem Dürrenmattem. Jak s politováním konstatuje ve svém životopise, k filmu se v rozhodujícím období své kariéry, tedy v polovině třicátých let ve svém tehdejším působišti Vídni, nedostal kvůli neárijskému původu. Zahrál si jen jednou ve vedlejší roli filmu Das Geheimnis der Mondscheinsonate (Tajemství měsíční sonáty).
V roce 1937 odešel do Holandska, kde se poprvé oženil a založil tam židovské divadlo. Když se kolem něj po okupaci Holandska začal svírat kruh, uprchl před nacisty v roce 1942 s falešnými doklady přes Belgii, okupovanou a neobsazenou Francii do Švýcarska. Nepostihl ho osud mnohých uprchlíků do této země, nebyl vykázán a vydán pronásledovatelům. Směl zůstat v internaci, která byla zpočátku vězeňského charakteru, ale časem se poměry uvolnily a od roku 1943 směl hrát v divadle v Solothurnu. Tam se také seznámil se svou budoucí manželkou, herečkou z Curychu Charlottou Senderovou, a setkal se s českým divadelníkem v exilu, hercem a dramatikem Petrem Lotarem, s nímž spolupracoval i později.
Po válce trvale zakotvil v Basileji. Roku 1950 založil svoje divadlo Komödie, které se později stalo součástí Městského divadla. Současně vedl divadelní nakladatelství Reiss-Verlag, v němž mj. vydával hry Friedricha Dürrenmatta a Františka Langera. Svůj život popsal vtipně a ironicky, tedy způsobem sobě vlastním, v memoárech Das Leben - eine Komödie: Odyssee eines Komödianten.

## Díla
- Egon Karter: Das Leben - Eine Komödie: Odyssee Eines Komodianten. Hg.: Raymond Petignat. Ringier Zürich 1988 (autobiografie), ISBN 3-907512-01-4
- Egon Karter: Hommage an Friedrich den Grossen von Konolfingen. Geschichten von und mit Friedrich Dürrenmatt. Hg.: Raymond Petignat. Basel 1991, ISBN 3-9520222-0-9
- Egon Karter: Theater ungeschminkt. Anekdoten, Begegnungen, Reminiszenzen. Opinio, Basel 2001, ISBN 3-03999-012-8

česky pouze vybrané kapitoly z autobiografie Egona Kartera - v Divadelních novinách 1-6/2009, překlad Pavel Chabr